# Donauversinkungsfall

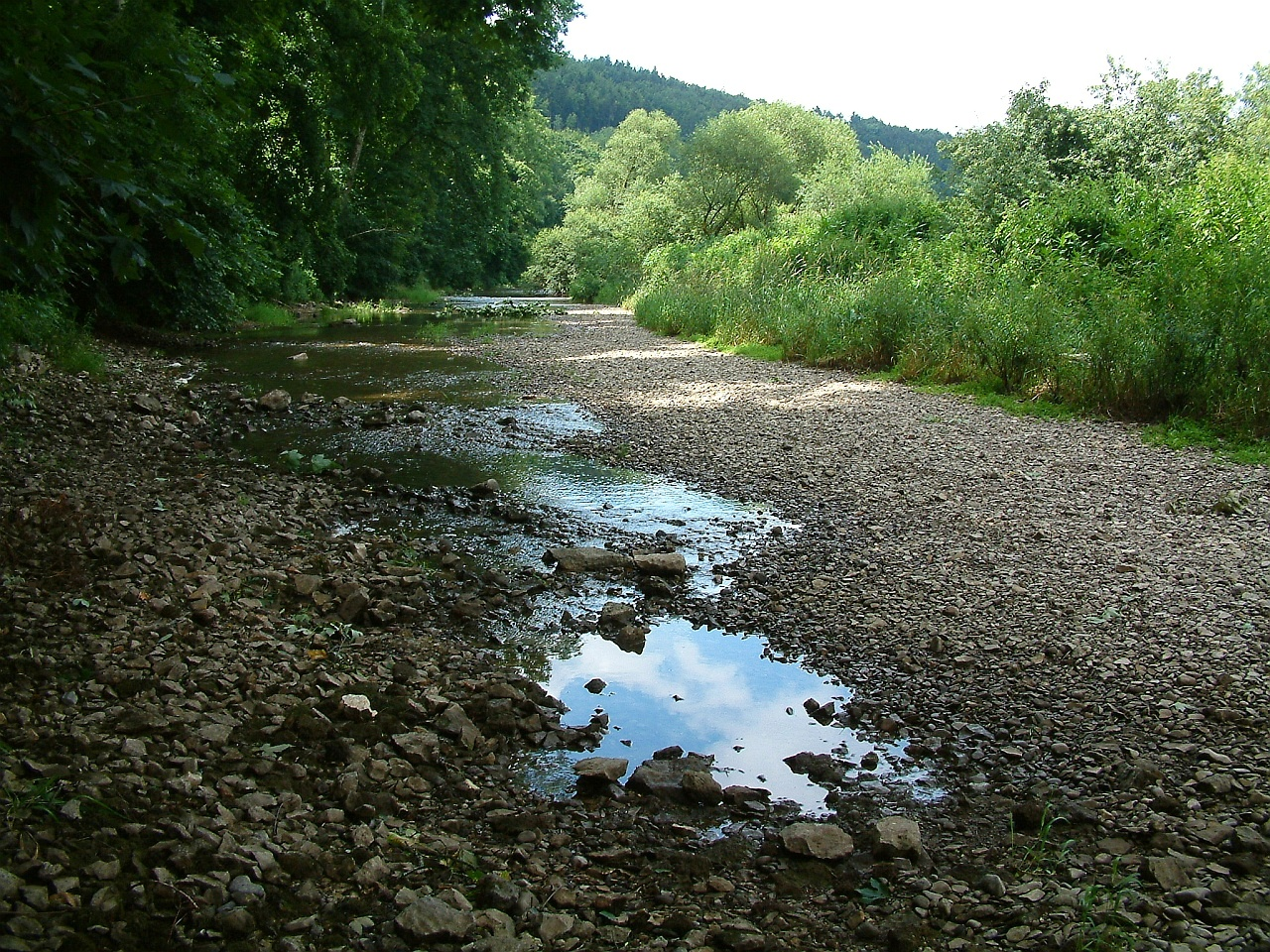
Versinkungsstrecke

Der Donauversinkungsfall ist ein 1927 vor dem Staatsgerichtshof für das Deutsche Reich ausgetragener Rechtsstreit zwischen den Ländern Württemberg und Preußen einerseits und dem Land Baden andererseits um die quantitative Beeinträchtigung des Donauwassers.

## Hintergrund

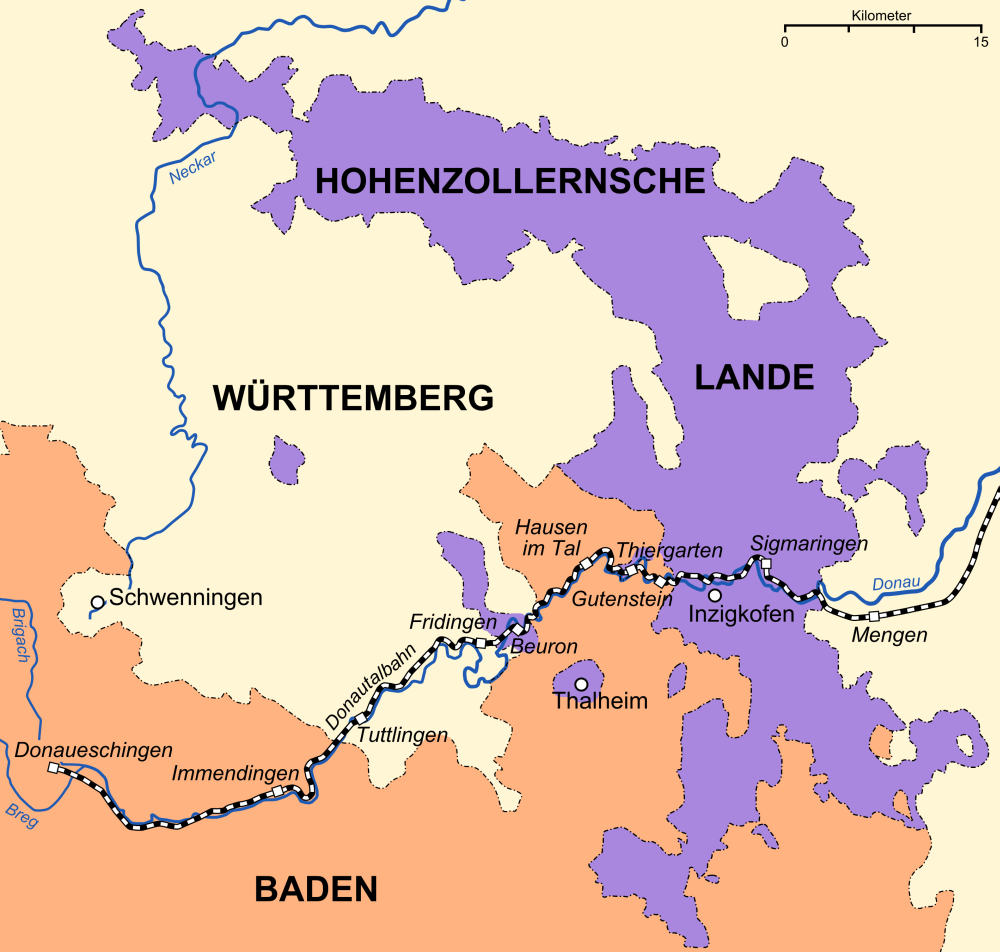
Gebietsverhältnisse zur Zeit des Rechtsstreits

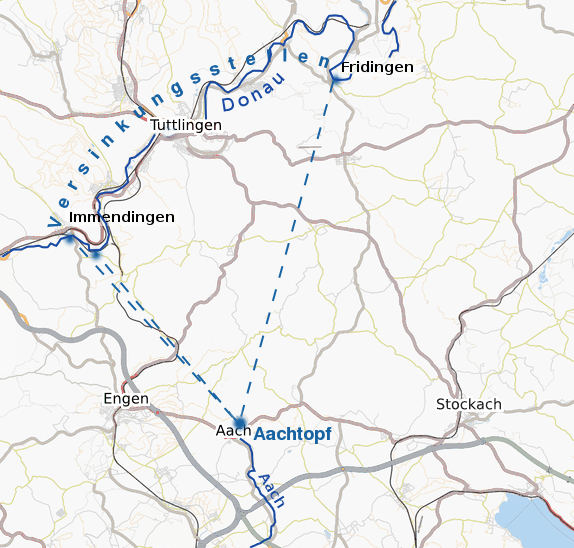
Versinkungsstellen mit schematisiertem Weg zum Aachtopf

Im Oberlauf der Donau versinkt durch die natürliche Beschaffenheit des Flussbettes und des Ufers Wasser (sogenannte Donauversinkung), das mehrere Kilometer weiter südlich im Aachtopf, der Quelle der Radolfzeller Aach, wieder zutage tritt. An einigen Tagen im Jahr kommt es zur Vollversinkung, bei der das Donauwasser auf einer Strecke von zehn bis zwölf Kilometern vollständig versinkt und der Fluss bis zum Hinzutreten weiterer Zuflüsse trockenfällt. Die Anzahl der Tage pro Jahr, an denen eine Vollversinkung auftritt, unterliegt natürlichen Schwankungen.
Seit 1900 hatte die Anzahl der jährlichen Vollversinkungstage zugenommen und 1921 den Rekordwert von 309 Tagen erreicht. Durch das fehlende Wasser entstanden vielen Donauanliegern und sonstigen auf das Donauwasser angewiesenen Interessenten wie etwa Betreibern von Wassermühlen und Wasserkraftwerken erhebliche Schäden.
Zur Zeit des Rechtsstreits lagen zwei der Hauptversinkungsgebiete der Donau auf dem Gebiet des Landes Baden (in den Gemeinden Immendingen und Möhringen) und eines auf dem Gebiet des Landes Württemberg (in der Gemeinde Fridingen). Nach badischem und württembergischen Gebiet durchfloss die Donau auch noch die zum Land Preußen gehörige Provinz Hohenzollernsche Lande. Die Aach floss dagegen allein durch badisches Gebiet.

## Beanstandete Eingriffe und gestellte Anträge
Als Reaktion auf die zunehmende Anzahl von Vollversinkungstagen, die auf eine Zunahme der versinkenden Wassermenge zurückgeführt wurde, forderte das Land Württemberg vom Land Baden, Maßnahmen gegen die zunehmende Versinkung zu ergreifen. Konkret beanstandet wurde zum einen das auf dem Gebiet der Gemeinde Immendingen in der Donau befindliche Stauwehr, in dessen Staubecken ein großer Teil des aufgestauten Donauwassers versank, und dessen Bestand und Versinkungspotential das Land Baden bewusst gegen Veränderungen schütze, um der Aach möglichst viel Donauwasser zukommen zu lassen. Zum anderen wurde beanstandet, dass das Land Baden – wiederum zu Gunsten der badischen Aachanlieger – seit etwa 1850 den Donauanliegern auf seinem Landesgebiet unterhalb Möhringens (und damit kurz vor der Grenze zum Land Württemberg) nicht mehr gestattete, wie bis dahin üblich bei Niedrigwasser die Hauptversinkungslöcher zu verstopfen, um das Donauwasser auch bei Niedrigwasser nutzen zu können. Nachdem jahrelange Verhandlungen zwischen Württemberg und Baden ergebnislos geblieben waren, hatte sich das Land Württemberg mit dem Antrag an den Staatsgerichtshof gewandt, das Land Baden zu verpflichten, die beanstandeten Eingriffe abzustellen.
Das Land Preußen, in dessen Provinz Hohenzollernsche Lande sich die zunehmenden Donauversinkungen ebenfalls schädigend auswirkten, war dem Gerichtsverfahren auf Seiten des Landes Württemberg beigetreten und hatte sich dessen Anträgen angeschlossen.
Das Land Baden argumentierte, dass es sich bei der Donauversinkung nicht um eine Flussanzapfung, sondern um die Gabelung der Donau in zwei Flussläufe handele, die Aach also ein Donauarm sei und die Aachanlieger Donauanlieger. Zudem sei die Zunahme der Vollversinkungstage nicht auf eine stärkere Versinkung des Donauwassers zurückzuführen, sondern auf gesunkene Niederschläge. Zudem fehle es auch an einer Rechtsgrundlage für die vom Land Württemberg geltend gemachten Ansprüche: Der von Württemberg behauptete Verstoß gegen die Gewerbeordnung gehe fehl, da sie keine Rechtsbeziehungen der Länder des Deutschen Reiches untereinander regele; auch aus dem behaupteten Verstoß gegen badisches Wasserrecht könne Württemberg keinen Anspruch herleiten und schließlich ergebe sich auch kein Anspruch aus völkerrechtlichen Grundsätzen. Baden beantragte, die Klage abzuweisen.
Weiterhin stellte Baden den Gegenantrag, Württemberg zur Wiederherstellung der Wasserverhältnisse der Donau (und damit des Zuflusses zur Aach) zu verpflichten, die vor dem Bau des Wasserkraftwerks und der Verschließung der Versinkungslöcher auf dem Gebiet der Gemeinde Fridingen bestanden haben. Württemberg beantragte die Zurückweisung dieses Gegenantrags.

## Entscheidung des Staatsgerichtshofs
Nach öffentlicher Sitzung am 17. und 18. Juni 1927 traf der Gerichtshof eine Zwischenentscheidung, durch die das Land Baden verpflichtet wurde, die auf seinem Landesgebiet vorgenommenen Maßnahmen, die zu einer stärkeren Versinkung des Donauwassers beitrugen, zu beseitigen. Zu Maßnahmen, die einer in natürlichem Maße stattfindenden Versinkung entgegenwirkten, wurde es hingegen ausdrücklich nicht verpflichtet. Das Land Württemberg wurde demgegenüber verpflichtet, die auf seinem Landesgebiet vorgenommenen Maßnahmen, die zu einer verminderten Versinkung des Donauwassers führten, zu beseitigen.
Die Rechtsgrundlage für die geltend gemachten Ansprüche erkannte das Gericht in den allgemein anerkannten Regeln des Völkerrechts (näher dazu unten); bezüglich der Gewerbeordnung und des badischen Wasserrechts stellte das Gericht deren Ungeeignetheit als Anspruchsgrundlage fest.
Eine abschließende Entscheidung über die gestellten Anträge traf der Staatsgerichtshof nicht, da es hierzu weiterer Beweiserhebungen bedurfte. Er wies ausdrücklich darauf hin, dass es aufgrund der umstrittenen wissenschaftlichen Beurteilungen der Wasserverhältnisse der Donau zweifelhaft sei, ob eine Gerichtsentscheidung geeignet sei, den Streitfall wirklich endgültig zu erledigen. Vielmehr sei nur von einer gütlichen Einigung der Streitparteien eine vollständige Bereinigung der Angelegenheit zu erwarten. Dementsprechend regte er an, dass die Parteien auf Grundlage der Zwischenentscheidung in erneute Verhandlungen miteinander treten.

## Bedeutung der Gerichtsentscheidung
Die Bedeutung der zur Zeit der Weimarer Republik unter der Geltung der Verfassung des Deutschen Reiches von 1919 („Weimarer Reichsverfassung“, WRV) getroffenen Entscheidung des Staatsgerichtshofs geht über den konkret behandelten Streitfall hinaus; sie ist auch in der Bundesrepublik Deutschland unter dem Grundgesetz (GG) nochmals relevant geworden.

### Bedeutung für das Deutsche Reich unter der Weimarer Reichsverfassung
Der Staatsgerichtshof erkannte für Recht, dass Art. 4 WRV, wonach die allgemein anerkannten Regeln des Völkerrechts als bindende Bestandteile des deutschen Reichsrechts gelten, nicht nur in Bezug auf das Verhältnis des Deutschen Reichs zu außerdeutschen Staaten, sondern auch in Bezug auf das innerföderalistische Verhältnis der Gliedstaaten des Deutschen Reichs untereinander (hier also zwischen den streitbeteiligten Ländern Baden, Württemberg und Preußen) gelte, soweit sie als selbständige Staaten handeln (also etwa auf dem Gebiet des Wasserrechts, da dieses Rechtsgebiet in die Gesetzgebungskompetenz der Länder fiel). Ein solcher Rückgriff auf die allgemein anerkannten Regeln des Völkerrechts im Verhältnis der Länder untereinander käme aber nur subsidiär in Betracht, soweit es nicht durch Reichsrecht (Reichsverfassung und Reichsgesetze) geregelt sei – was im vorliegenden Streitfall der Fall war.
Artikel 4 WRV: Die allgemein anerkannten Regeln des Völkerrechts gelten als bindende Bestandteile des deutschen Reichsrechts.
Diese Feststellungen des Gerichtshofs, auf denen das Gericht zur Entscheidung des konkreten Streitfalls dann weiter aufbaute, waren grundsätzlicher Art und betrafen über den konkreten Rechtsstreit hinaus das Rechtsverständnis der föderalistischen Verhältnisse innerhalb des Bundesstaates Deutsches Reich. Die Feststellungen waren von großer Bedeutung, da es auch damals kein allgemeingültiges Staatsverständnis gab, und sie zur Klärung der Stellung des Gebildes „Bundesstaat“ zwischen Einheitsstaat einerseits und Staatenbund andererseits beitrugen. Zwar hatte der Gerichtshof bereits zwei Jahre zuvor in einer Streitigkeit zwischen den Ländern Bremen und Preußen über die Geltung eines Staatsvertrags entschieden, dass mangels Regelungen in der Weimarer Reichsverfassung die auch im Völkerrecht bekannte clausula rebus sic stantibus auch im Verhältnis zwischen den Gliedstaaten des Deutschen Reiches anzuwenden sei, doch waren seine Ausführungen dazu nur kurz und nicht an konkreten Verfassungsnormen orientiert, sondern rechtsvergleichend fundiert.
In Bezug auf den konkreten Rechtsstreit führte der Gerichtshof weiter aus, dass die für die Staaten in der Völkergemeinschaft geltende Regel des Völkerrechts, nach der eine Pflicht zur gegenseitigen Achtung und Rücksichtnahme besteht, somit auch in der föderalen Gemeinschaft der deutschen Länder als Glieder des Deutschen Reichs gelte, die ja eine engere Gemeinschaft als die allgemeine Völkergemeinschaft sei. Demgemäß könne man von jedem deutschen Land verlangen, dass es auf die Rechte und Interessen der Angehörigen eines anderen Landes Rücksicht nimmt – wenn auch nicht unbedingt in demselben Maße wie bei eigenen Landesangehörigen, so doch in stärkerem Maße als bei Angehörigen nichtdeutscher Staaten. Weiterhin verwies der Gerichtshof auf die allgemein anerkannte völkerrechtliche Regel, nach der kein Staat einen anderen Staat in der diesem durch die Natur ermöglichten Verwertung eines Wasserlaufs erheblich beeinträchtigen darf. Beeinträchtigungen in diesem Sinne könnten grundsätzlich nur menschliche Eingriffe in die natürlichen Gegebenheiten sein; Ansprüche auf erstmalige Eingriffe in die Natur hingegen könnten sich hieraus grundsätzlich nicht ergeben. Als Ausnahme erkannte der Gerichtshof jedoch an, dass ein Staat nicht solche Eingriffe in die Natur unterlassen oder verhindern dürfe, die in der Wasserwirtschaft zur Kultivierung üblich und geboten seien. Die beanstandeten Eingriffe in die natürlichen Gegebenheiten der Wasserverhältnisse der Donau seien rechtswidrige Beeinträchtigungen und daher abzustellen; auch die unterlassene bzw. verhinderte Gewässerunterhaltung der Donau sei rechtswidrig und folglich zu garantieren.
Auch in einer im darauffolgenden Jahr getroffenen Zwischenentscheidung in einem Rechtsstreit zwischen dem Land Bremen einerseits und den Ländern Preußen, Thüringen und Braunschweig andererseits um die qualitative Beeinträchtigung des Weserwassers durch Abwässer der Kaliindustrie stützte sich der Staatsgerichtshof auf die in der Zwischenentscheidung im Donauversinkungsfall dargelegten Entscheidungsgründe, wonach die allgemein anerkannten Regeln des Völkerrechts subsidiär auch im Verhältnis der deutschen Länder untereinander gälten.

### Bedeutung für die Bundesrepublik Deutschland unter dem Grundgesetz
Wie das Deutsche Reich unter der Weimarer Reichsverfassung ist auch die Bundesrepublik Deutschland unter dem Grundgesetz als Bundesstaat organisiert. Auch enthält das Grundgesetz mit Art. 25 eine dem Art. 4 WRV vergleichbare Regelung:
Artikel 25 GG: Die allgemeinen Regeln des Völkerrechtes sind Bestandteil des Bundesrechtes. Sie gehen den Gesetzen vor […].
Im Jahr 1951, dem ersten Jahr seines Bestehens, hatte das Bundesverfassungsgericht in einer Bund-Länder-Streitigkeit betreffend die Neugliederung der Länder Baden, Württemberg-Baden und Württemberg-Hohenzollern zu entscheiden (BVerfGE 1, 14). In Anknüpfung an die Zwischenentscheidung des Staatsgerichtshofs von 1927 stellte das Gericht fest, dass eine allgemeine Regel des Völkerrechts im Sinne des Art. 25 GG innerhalb des Bundesstaates nur im (Gleichordnungs-)Verhältnis der Länder untereinander Anwendung finden könne, nicht aber im (Über-Unterordnungs-) Verhältnis zwischen Bund und Ländern – welches aber bei Neugliederungen immer betroffen sei.
In den Jahren 1972/73 verhandelte und entschied das Bundesverfassungsgericht über das Fortbestehen oder Nicht-mehr-Bestehen einer Vertragspflicht aus einem 1920 zwischen dem Freistaat Bayern und dem Freistaat Coburg über die Inkorporation Coburgs geschlossenen Staatsvertrag (BVerfGE 34, 216). Die Rechte des untergegangenen Landes Coburg machten dabei die Städte Coburg und Neustadt als Repräsentanten der Bevölkerung des untergegangenen Landes geltend; die Streitigkeit wurde als Länderstreitigkeit qualifiziert. Streitentscheidend war, ob das Land Bayern aufgrund der clausula rebus sic stantibus von der strittigen Vertragspflicht befreit war. Anknüpfend an seine Entscheidung von 1951 stellte das Gericht fest, dass das Verhältnis der Länder im Bundesstaat untereinander inzwischen lückenlos durch Bundesverfassungsrecht geregelt sei – nämlich durch ausdrückliche Regelungen im Grundgesetz sowie subsidiär durch den ungeschriebenen Verfassungsgrundsatz bundesfreundlichen Verhaltens –, so dass im Verhältnis der Länder untereinander für eine Anwendung der allgemeinen Regeln des Völkerrechtes kein Raum mehr sei. Den Grundsatz bundesfreundlichen Verhaltens, der nicht nur im Verhältnis der Länder untereinander, sondern auch im Verhältnis zwischen Bund und Ländern gelte, hatte das Bundesverfassungsgericht in den Anfangsjahren seines Bestehens als Konkretisierung des Staatsstrukturprinzips der Bundesstaatlichkeit (Art. 20 Abs. 1 GG) selbst entwickelt (BVerfGE 1, 299; BVerfGE 4, 115). Im konkreten Fall leitete das Gericht dann die clausula rebus sic stantibus aus dem Grundsatz bundesfreundlichen Verhaltens her und kam letztlich zu dem Schluss, dass die strittige staatsvertragliche Pflicht nicht mehr fortbestünde.
Damit besteht zwar die subsidiäre Anwendbarkeit der allgemeinen Regeln des Völkerrechtes in der Bundesrepublik Deutschland fort, entfaltet aber im Verhältnis der Länder untereinander keine praktische Wirkung mehr, da die auf diesem Rechtsgebiet einst festgestellte Regelungslücke vom ungeschriebenen Bundesverfassungsgrundsatz bundesfreundlichen Verhaltens gefüllt wurde.

### Zwischenzeitliche Bedeutung für das Verhältnis der Bundesrepublik Deutschland und der Deutschen Demokratischen Republik
Gleichwohl wurden die Erwägungen des Staatsgerichtshofs aus dem Donauversinkungsfall schon einige Monate später nochmals aktuell: 1973 entschied das Bundesverfassungsgericht im Verfahren einer von Bayern veranlassten abstrakten Normenkontrolle über das Zustimmungsgesetz zum Vertrag über die Grundlagen der Beziehungen zwischen der Bundesrepublik Deutschland und der Deutschen Demokratischen Republik (BVerfGE 36, 1). Vor dem Hintergrund der Rechtslage des Deutschen Reiches nach 1945, in Bezug auf der die Bundesrepublik Deutschland vom Fortbestand des Deutschen Reiches ausging, sah das Bundesverfassungsgericht den Vertrag zwar als bilateralen Vertrag zwischen den beiden deutschen Staaten an, für den die Regeln des Völkerrechts gelten würden, der aber gerade auch zwischen zwei Staaten geschlossen werde, die beide Teil des noch immer existenten, wenn auch handlungsunfähigen, weil noch nicht reorganisierten gesamtdeutschen Staates seien. Der Vertrag habe also einen Doppelcharakter als völkerrechtlicher Vertrag einerseits und als inter-se-Beziehungen der beiden deutschen Staaten regelnder Vertrag andererseits. Das Bundesverfassungsgericht verwies darauf, dass das Fehlen einer staatsrechtlichen Ordnung des Gesamtstaats eine Regelung wie vorliegend durch den besonderen Vertrag mit Doppelcharakter nötig mache; auch verwies es auf die Zwischenentscheidung des Staatsgerichtshofs im Donauversinkungsfall, nach der sich bei Fehlen einer verfassungsrechtlichen Regelung des Gesamtstaats selbst in einem Bundesstaat die Beziehungen zwischen den Gliedstaaten untereinander nach den Regeln des Völkerrechts richteten. Im konkreten Fall konnte das Gericht den Vertrag so letztlich grundgesetzkonform auslegen.
Mit dem Beitritt der ostdeutschen Bundesländer zur Bundesrepublik Deutschland ist auch dieser Anwendungsbereich entfallen.

## Fundstelle
- RGZ 116, Anhang S. 18 bis 45.
- Auszug aus der Entscheidung (PDF)